# Allonautilus perforatus
Allonautilus perforatus es una especie de molusco cefalópodo del orden Nautilida nativa de las aguas de los alrededores de Bali, Indonesia. Es conocida solo por las conchas que ha arrastrado la corriente y, por lo tanto, es la menos estudiada de las seis especies de nautílidos reconocidas. A. perforatus presenta una forma y coloración de concha muy similar a la de A. scorbiculatus y comparte con estas especies el ombligo abierto característico. Se desconoce si A. perforatus posee la espesa capa protectora (periostracum) característica de A. scrobiculatus. La mayor concha conocida tenía unos 180 mm de diámetro.